# Зеленик
Зеленик је насеље у Србији у општини Кучево у Браничевском округу. Према попису из 2022. било је 153 становника.

## Демографија
У насељу Зеленик живи 205 пунолетних становника, а просечна старост становништва износи 45,3 година (42,5 код мушкараца и 47,6 код жена). У насељу има 77 домаћинстава, а просечан број чланова по домаћинству је 3,26.
Ово насеље је великим делом насељено Србима (према попису из 2002. године), а у последња три пописа, примећен је пад у броју становника.
|  |

| Демографија | Демографија | Демографија |
| Година      | Становника  | Становника  |
| ----------- | ----------- | ----------- |
| 1948.       | 502         |             |
| 1953.       | 528         |             |
| 1961.       | 531         |             |
| 1971.       | 429         |             |
| 1981.       | 412         |             |
| 1991.       | 327         | 271         |
| 2002.       | 251         | 337         |
| 2011.       | 186         |             |

| Етнички састав према попису из 2002.‍ | Етнички састав према попису из 2002.‍ | Етнички састав према попису из 2002.‍ | Етнички састав према попису из 2002.‍ | Етнички састав према попису из 2002.‍ |
| ------------------------------------ | ------------------------------------ | ------------------------------------ | ------------------------------------ | ------------------------------------ |
|                                      |                                      |                                      |                                      |                                      |
| Срби                                 | Срби                                 |                                      | 245                                  | 97,60%                               |
| Мађари                               | Мађари                               |                                      | 2                                    | 0,79%                                |
| Хрвати                               | Хрвати                               |                                      | 1                                    | 0,39%                                |
| Румуни                               | Румуни                               |                                      | 1                                    | 0,39%                                |
| Македонци                            | Македонци                            |                                      | 1                                    | 0,39%                                |
| непознато                            | непознато                            |                                      | 0                                    | 0,0%                                 |

| Година пописа     | 1948. | 1953. | 1961. | 1971. | 1981. | 1991. | 2002. |
| ----------------- | ----- | ----- | ----- | ----- | ----- | ----- | ----- |
| Број домаћинстава | 109   | 112   | 113   | 108   | 94    | 89    | 77    |

| Број чланова      | 1  | 2  | 3 | 4 | 5 | 6  | 7 | 8 | 9 | 10 и више | Просек |
| ----------------- | -- | -- | - | - | - | -- | - | - | - | --------- | ------ |
| Број домаћинстава | 21 | 20 | 6 | 6 | 6 | 11 | 4 | 3 | 0 | 0         | 3,26   |

| Пол    | Укупно | Неожењен/Неудата | Ожењен/Удата | Удовац/Удовица | Разведен/Разведена | Непознато |
| ------ | ------ | ---------------- | ------------ | -------------- | ------------------ | --------- |
| Мушки  | 94     | 14               | 71           | 8              | 1                  | 0         |
| Женски | 112    | 6                | 70           | 31             | 4                  | 1         |
| УКУПНО | 206    | 20               | 141          | 39             | 5                  | 1         |

| Пол    | Укупно                    | Пољопривреда, лов и шумарство | Рибарство                            | Вађење руде и камена | Прерађивачка индустрија       |
| ------ | ------------------------- | ----------------------------- | ------------------------------------ | -------------------- | ----------------------------- |
| Мушки  | 44                        | 23                            | 0                                    | 0                    | 10                            |
| Женски | 29                        | 20                            | 0                                    | 0                    | 0                             |
| УКУПНО | 73                        | 43                            | 0                                    | 0                    | 10                            |
| Пол    | Производња и снабдевање   | Грађевинарство                | Трговина                             | Хотели и ресторани   | Саобраћај, складиштење и везе |
| Мушки  | 0                         | 1                             | 6                                    | 0                    | 3                             |
| Женски | 0                         | 0                             | 3                                    | 1                    | 0                             |
| УКУПНО | 0                         | 1                             | 9                                    | 1                    | 3                             |
| Пол    | Финансијско посредовање   | Некретнине                    | Државна управа и одбрана             | Образовање           | Здравствени и социјални рад   |
| Мушки  | 0                         | 0                             | 1                                    | 0                    | 0                             |
| Женски | 0                         | 0                             | 2                                    | 3                    | 0                             |
| УКУПНО | 0                         | 0                             | 3                                    | 3                    | 0                             |
| Пол    | Остале услужне активности | Приватна домаћинства          | Екстериторијалне организације и тела | Непознато            | Непознато                     |
| Мушки  | 0                         | 0                             | 0                                    | 0                    | 0                             |
| Женски | 0                         | 0                             | 0                                    | 0                    | 0                             |
| УКУПНО | 0                         | 0                             | 0                                    | 0                    | 0                             |